# 조방호
조방호(趙方豪, 1956년 11월 19일~1997년 12월 9일)는 대한민국의 남자 배우이다.

## 수상
- 1981년: 요코하마 영화제 신인상